# 트랜스포머 프라임의 등장인물 목록
아래는 애니메이션 〈트랜스포머 프라임〉의 등장인물 소개이다.

## 오토봇
- 옵티머스 프라임 (Optimus Prime)
- 성우: 피터 컬런/성완경

가장 크고, 가장 힘이 세고, 가장 전투력이 뛰어나며 가장 현명한 오토봇. 변신 차량은 대형피터빌드379. 인자한 아버지 같은 느낌을 주는 지도자 캐릭터. 오토봇들의 미션 수행을 위해서 전략을 세우고 오토봇들 사이에서 의견 충돌이 생겼을 때 최종 결정을 하는 인물이다. 16m의 신장에 파란 색과 빨간 색이 섞인 갑옷과 무기로 무장하고 있으며 오토봇 팀원들과 인류에 대한 큰 책임감을 느끼고 있다. 오토봇과 디셉티콘의 전쟁이 지구로 옮겨져 오는 바람에 발생되는 인명피해와 재산피해, 환경 파괴 등에 대해서 안타까워하고 있으며 무척 따뜻한 가슴을 지닌 인물이지만 그런 감정이 겉으로는 잘 드러나지 않는다(오래전부터 옵티머스를 알고 지냈던 라쳇도 옵티머스 프라임이 감정을 드러내는 모습을 거의 본 적이 없다). 한때는 오라이온 팍스라는 이름의 사서였으며 메가트론과 둘도 없는 친구사이였으나 지금은 서로 적이 되어 싸우고 있는 중이다.
- 래칫 (Rachet)
- 성우: 제프리 콤스/하성용

중간 크기의 의사 오토봇이며 변신 차량은 하이브리드 형 구급차이다. 엔지니어이자 과학자이자 의사이며 주로 오토봇들이 큰 부상을 입거나 부품이 파손되었을 때 수리를 해주고 무기나 기술 개발도 전담한다. 오토봇이 인간들을 보호해야 된다는 점에서는 처음엔 회의적으로 행동했으나 인간(특히 래프)들의 도움으로 큰 성과를 거두는 일이 생기면서부터는 인간들에 대한 애정이 싹트고 있다. 라쳇은 오래전부터 옵티머스와 서로를 알아온 동료이며 덕분에 옵티머스를 다른 오토봇들보다 잘 이해한다. 상당히 까칠하지만 사실은 따뜻한 마음의 소유자.
- 알씨 (Arcee)
- 성우: 서멜리 몬타노/이선

오토봇의 여성 전투원으로 비클모드는 파란 오토바이다. 성격은 차갑고 엄중하며 옵티머스가 가장 신뢰하는 팀원이다. 잭의 안전을 책임지고 있다. 그녀의 전 파트너였던 테일게이트가 에어라크니드에 의해 죽었기 때문에 그녀는 에어라크니드에게 깊은 원한을 가지고 있으며 . '팀 프라임(Team Prime)'중 가장 작은 로봇이지만 전투력은 상당한 수준이다.
- 범블비 (Bumblebee)
- 성우: 윌 프리들/강수진

나이 어린 오토봇의 전투원으로 변신 차량은 'Urbana 500'이라는 스포츠카이다. 메가트론이 전쟁중에 그의 음성출력장치를 망가뜨렸기 때문에 그 이후로는 말을 할 수 없게 되고 그대신 '웅-웅'거리는 소리를 낸다. 래프의 파트너이다. 마지막 에피소드 Deadlock 에서는 오메가 락 에 의해 음성출력장치가 완전 수리가 되어 말을 할 수 있게 되었고 스타 세이버로 메가트론을 죽인다.
- 벌크헤드 (Bulkhead)
- 성우: 케빈 마이클 리처드슨/정영웅

오토봇의 돌격 전투원으로 비클모드는 초록색 SUV이다. 전쟁 전에 그는 평범한 건설노동자였으며 '팀 프라임'에 속하기 이전에는 레커(Wrecker)라는 특수부대의 전투부대원 이었다. 미코(미나)의 파트너이며, 휠잭의 절친한 친구이다. 오토봇 중 옵티머스를 제외하면 가장 큰 덩치를 가졌으나 덩치에 비해 매우 착한 마음씨를 가지고 있으며 힘이 아주 세다.
- 휠잭 (Wheeljack)
- 성우: 제임스 호란/구자형

오토봇의 전투원으로 '잭 해머(Jack Hammer)'라는 우주선을 타고 우주를 돌아다니다가 지구로 오게 된다. 그 후 다시 떠나지만 드레드윙을 추격하다가 다시 지구로 오게 된다. 시즌2 까지는 독자적으로 행동하며 '팀 프라임'을 지원하지만 그의 우주선이 파괴되고 난 후 시즌3부터는 '팀 프라임'의 일원이 된다. 이전에는 '레커'라는 특수부대의 일원이었으며 수류탄을 주무기로 사용한다. 엄청난 전투력과 놀라운 검술 능력을 갖추었다. '팀 프라임'에 소속된 후 단체행동이 자신의 방식(개인행동)과 맞지 않아 그의 상관인 울트라 매그너스와 자주 갈등을 일으키곤 한다. 시즌 3 중 에피소드에서 울트라 매그너스와 함께 프레데킹과 맞서 싸운 이후로는 갈등이 해소되었다. 과학분야에서도 나름데로 두각을 보인다.
- 스모크스크린 (Smokescreen)
- 성우: 놀런 노스/전태열

오토봇의 나이 어린 신병으로 시즌2에서 처음 등장한다. 그는 디셉티콘의 포로 수송선에 수감되었다가 탈출정을 타고 지구로 오게된다. 옵티머스 프라임을 살리기 위해 '솔러스 프라임의 제련봉'을 되찾아온다. 활발하며 철없고 장난기 많은 성격이지만 그 뒤에 숨은 능력을 보면 거의 놀라운 수준이다.
- 울트라 매그너스 (Ultra magnus)
- 성우: 마이클 아이언사이드/안효민

오토봇의 장교로 시즌3에 처음 등장한다. 비클모드는 파란색 트럭이다.(사실 옵티머스 프라임과 너무나 닮았다) 솔러스 프라임의 제련봉을 주무기로 사용한다. 무뚝뚝하고 약간 고지식한 면이 있으며 처음에는 오토봇의 '가족같은' 분위기에 쉽게 적응을 못 하는 모습을 보여줬으나 점점 그들과 가까워지고 마음을 열고 있으며 이제는 다른 오토봇들과의 내적갈등이 많이 해소되었다. 전투력은 상당히 높은 수준이다.
- 클리프점퍼 (Cliffjumper)
- 성우: 드웨인 존슨/엄상현

오토봇의 전투원으로 알씨의 전 파트너. 애니메이션에서 처음 등장 하자마자 스타스크림에 의해 사망한다.
- 테일게이트 (Tailgate)
- 성우: 조시 키턴/홍진욱

클리프점퍼 전 알씨의 파트너로 역시 첫 등장만에 에어라크니드에 의해 사망한다. 클리프점퍼보다 짧게 등장하기 때문에 따로 디자인을 하지 않고 클리프점퍼의 몸에 색만 바꾸어 이용했다.(완구도 색만 다르다)
- 시스프레이 (Seaspray)

오토봇의 전투원으로 휠잭의 과거회상중에 그의 우주선만 잠깐 출현한다. 역시 첫등장에 드레드윙이 설치한 폭탄에 의해 사망한다.

## 디셉티콘
- 메가트론 (Megatron)
- 성우: 프랭크 웰커/구자형

거대한 몸집에 강력한 전투력(라쳇,벌크헤드,범블비를 순식간에 쓰러트릴 정도)과 힘을 가진 디셉티콘의 지도자로 전쟁을 일으킨 장본인이다. 매우 잔혹하고 무서운 트랜스포머로 전쟁 이전에는 자신을 '메가트로너스(Megatronus. 고대 13프라임중 하나의 이름을 딴 것임)'라고 부르던 '케이온(Kaon)'의 검투사였다. '오라이온 팩스'의 친구였지만 지금은 서로 원수가 되어 싸우고 있는 중이다. 시즌3 마지막 에피소드 Deadlock에서 오메가 락의 합성 에너존으로 목소리를 포함해 몸이 완전히 수리된 범블비였고 범블비는 스타 세이버를 메가트론의 몸에 관통시킨다. 메가트론은 다크 스타 세이버로 범블비를 내려치려했지만 힘이 빠져 다크 스타 세이버를 놓치고 만다. 메가트론은 쓰러지고 힘이 점점 빠져 나가며, 스파크가 꺼져버린다.
- 스타스크림 (Starscream)
- 성우: 스티븐 블룸/홍진욱

디셉티콘의 부사령관으로 비클모드는 F-16전투기이다. 뛰어난 전략가로 메가트론에게 그 능력을 인정받아 부사령관의 자리까지 올랐으나 속으로는 메가트론을 배신하고 디셉티콘의 지도자가 되겠다는 야망을 가지고 있었다. 그러나 죽은 줄 알았던 메가트론이 살아나고 그는 디셉티콘에서 탈퇴, 도주한다(그 후로 부사령관의 자리는 에어라크니드와 드레드윙에게 넘어간다). 디셉티콘에서 탈퇴한 후 인간조직인 '메크(M.E.C.H)'와 협력하기도 하고 때로는 오토봇에게 도움을 주기도 한다(물론 '순수한 도움'은 아니다). 적색 에너존의 능력을 이용해 '오메가 키'들을 오토봇에게서 빼앗고, 그 키들을 가지고 다시 디셉티콘으로 돌아간다. 메가트론은 그를 다시 받아들이고 그 고마움 덕분인지 그 후로는 깍듯이 충성을 바치고 있다. 그리고 시즌 3 마지막에는 메가트론이 최후를 맞자 진심으로 비통해하며 쇼크웨이브와 함께 탈출정을 이용해 탈출한다.
- 사운드웨이브 (Soundwave)
- 성우: 프랭크 웰커/신경선

디셉티콘의 통신장교로, 디셉티콘의 초창기 구성원 중에 하나였다. 스타스크림보다 조금 더 크며 비클모드는 무인정찰기다. 가슴에 '레이저 비크'를 장착하고 다니는데 이 '레이저 비크'는 분리되어 여러 임무를 수행할 수 있다. '그라운드 브릿지(Ground bridge)'를 원격으로 조종할 수 있으며, 컴퓨터 해킹, 도청등의 여러 임무를 수행한다. 디셉티콘의 눈과 귀라고 할 정도로 뛰어난 능력과 일처리로 메가트론의 총애를 받고 있다. 그는 평소에 한번도 '자신의 목소리'로 말한적이 없는데(다른 사람, 로봇의 목소리는 녹음하여 재생하기도 한다), 시즌3 10화에서 포로로 잡히게 되며 오토봇들에게 '사운드웨이브 우월함, 오토봇들 열등함(Soundwave superior, Autobots inferior)'이라는 대사를 한다(작중 유일한 대사이다, 그전까지 사운드웨이브의 심문에 응하는 태도에 화를 내던 벌크헤드는 사운드웨이브가 말을 했다는 사실에 너무 놀라 화를 내는 것도 잊고 말도 제대로 못했다). 통신장교답지 않게 에어라크니드를 단번에 제압하고 벌크헤드와 스모크스크린을 순식간에 쓰러트릴 정도로 전투능력도 엄청나다. 시즌3에서 그는 다시 한번 에어라크니드를 상대한다. 시즌3 10화에서 오토봇들에게 생포되지만 레이저비크를 이용하여 탈출하고 라쳇을 납치해간다. 시즌3 마지막 에피소드 Deadlock에서 새도우 존에 갇힌다.
- 쇼크웨이브 (Schockwave)
- 성우: 데이비드 소볼로프/구자형

디셉티콘의 과학자로 시즌2부터 등장한다. '프레데콘'을 만든 장본인이며, 과학자이지만 전투능력도 휠잭과 벌크헤드를 넘어설 정도로 뛰어나다. 스타스크림과는 별로 사이가 좋지 않으며 논리적/비논리적이라는 단어를 자주 사용한다. 메가트론이 최후를 맞자 시즌 3 마지막에 스타스크림과 함께 도망친다.
- 스카이퀘이크 (Skyquake)
- 성우: 리처드 그린/남도형

디셉티콘의 막강한 전투원. 메가트론의 명령만을 따르는 충신으로 시즌1에서만 등장한다. 지구에 보관되어 있다가 스타스크림에 의해 깨어나게 되며 옵티머스와 범블비도 버겨워할 정도의 힘을 자랑하지만  결국 둘의 협공으로 인해 전사한다. '암흑 에너존'의 힘으로 다시 좀비가 되어 부활하지만 그라운드브릿지의 오류로 인해 다른 차원(새도우 존)으로 보내져버린다.
- 메이크시프트 (Makeshift)

시즌1에서 단 한편만 출현한 디셉티콘의 전투원으로 어떤 로봇으로도 변신할 수 있는 능력의 소유자이다(본래의 모습은 드러낸적이 없다). 이 능력을 활용하여 그는 휠잭으로 변신해 오토봇 기지 내부로 잠입해 스파이 역할을 한다. 하지만 벌크헤드 때문에 발각되고 휠잭의 폭탄에 의해 사망한다. 작중에서(적어도 한국어 더빙판에서)는 이름이 공개되지 않아 이 로봇의 이름을 모르는 시청자도 많다.
- 넉 아웃 (Knock Out)
- 성우: 대런 노리스/남도형

디셉티콘의 젋은 과학자 겸 군의관으로 비클모드는 붉은 스포츠카이다. 그 자신의 모습을 매우 자랑스럽게 여기며 자신을 매우 아낀다(몸에 흠집 하나라도 나면 아주 싫어한다). 브레이크다운과 친구사이로 서로 짝을 지어 다녔는데 그가 사망한 이후로는 혼자 다닌다. 의외로 스타스크림과 궁합이 잘 맞는다(스타스크림이 메가트론을 배신했을 때 그의 계획에 동조하였고, 나중에 스타스크림과 다투다가 우연히 오메가 키의 사용법을 알아내고는 매우 기뻐한다).스타스크림이 메가트론을 배신했을 때 그의 계획에 동조하였다는 사실이 밝혀지자 안절부절했지만 메가트론은 그를 처벌하지 않았으며 스타스크림과 마찬가지로 깍듯이 충성을 바치고 있지만 불평을 자주 하는 편. 최근에는 쇼크웨이브의 조수역할 중이다. 메가트론의 몰락 이후 오토봇 팀으로 전향 하며 완결편 프레데콘 라이징에서 개과천선 할 것을 다짐 한다.(제작진 언급으로 공식적으로 오토봇 편이 되었다고 한다.)
- 브레이크다운 (Breakdown)
- 성우: 애덤 볼드윈/엄상현

디셉티콘의 전투원으로 넉아웃과 같이 다닌다. 벌크헤드와 싸움,힘 등에서 서로 막상막하의 라이벌이며 나중에 벌크헤드가 그를 구해주었는데, 곧바로 스타스크림이 그를 공격하려는 명령을 내리자 크게 망설인다. 작중에 에어라크니드에게 호감이 있다는 묘사가 있었으나, 시즌 2에서 바로 그 '에어라크니드'에게 죽임을 당하고 만다. 사일러스가 위독한 상태에 빠지자 그의 부하들이 브레이크다운의 시체로 그를 살려낸다. 그러나 메가트론은 사일러스를 넉아웃에게 분석하라는 명령을 내린다. 이후 시즌3 8화에서 그에게 '합성 에너존' 실험을 하던중 '암흑 에너존'을 투여하는 바람에 좀비로 바뀐다. 그러다가 실수로 휴면상태이던 에어라크니드를 깨우고 만다. 그리고 에어라크니드에게 죽는다.
- 에어라크니드 (Airachnid)
- 성우: 지나 토러스/이소영

디셉티콘의 여성 전투원으로 지구에 불시착한다. 사일러스와 동맹을 맺은 적도 있으며 알씨의 파트너 테일게이트를 죽인 장본인. 8개의 날카로운 다리와 거미줄(이 거미줄은 탄성력과 파워가 엄청나 메가트론이나 옵티머스 같은 로봇이 아니면 웬만해선 끊기 힘들다), 입에서 발사하는 독과 손바닥에 있는 총구를 무기로 사용하며 간사하고 지능적이며 브레이크다운을 제압할 정도의 전투력을 가지고 있다. 알씨와 서로 라이벌이다. 알씨와의 교전중에 실수로 휴면상태에 빠지게 된다. 그 후 그녀는 그 상태로 오토봇의 기지에 보관되어 있다가 디셉티콘이 그곳을 점령할 때 디셉티콘의 전함으로 옮겨진다. 시즌3 8화에서 좀비가 된 '브레이크다운(안에는 사일러스가 타고있었음)'에 의해 깨어나고 '인섹티콘'들을 조종해 다시 메가트론에게 반기를 든다. 하지만 이를 눈치챈 사운드웨이브가 그녀와 그녀를 따르던 인섹티콘들을 스페이스브릿지를 이용하여 전부 사이버트론(혹은 그와 유사한 행성)의 어느 위성으로 보내버린다. 시즌3 8화 마지막에서 좀비가 된 상태로 끝난다.
- 드레드윙 (Dreadwing)
- 성우: 토니 토드/남도형

디셉티콘의 전투원으로 비클모드는 F-35전투기이다. 스카이퀘이크의 쌍둥이이다. 옵티머스 프라임은 그에게 오토봇의 편의 되어달라고 여러번 청했으나 모두 거절한다. 후에 스카이퀘이크의 원수인 스타스크림이 디셉티콘으로 복귀하자 디셉티콘을 탈퇴하고 오토봇들에게 '솔러스 프라임의 제련봉'을 건네준다(하지만 이 때도 옵티머스 프라임의 설득을 거절한다). 그 후 스타스크림을 살해하려고 시도하지만 메가트론에 의해 스파크(사이버트론인들에게 심장같은 기관)를 관통당해 사망한다.

## 인간
- 잭 (영어명: Jack Darby)

16세(한국나이 17세)의 고등학생으로, 알씨의 파트너가 된다. 최근 가까운 관계로 발전한 파울러 요원과 자신의 어머니의 관계를 견제하고 있다.
- 미나(미코) (영어명: Miko Nakadai)

15세(한국나이 16세)의 일본인 교환학생으로 벌크헤드의 파트너가 된다. 스타스크림의 공격을 피하던 중 '에이펙스 갑옷'위로 떨어지는데 이 갑옷이 인간인 그녀에게도 작동하였다. 미나는 이 갑옷을 입고 스타스크림과 그의 부하들과 싸운다(사실상 미나가 승리했다).
- 래프 (영어명: Rafael Esquivel)

12살(한국나이 13살)의 소심한 소년이지만 컴퓨터를 다루는데 있어서는 세계적으로 따라올 사람이 없는 수준이다. 범블비의 파트너이며 라쳇 또한 그의 능력을 인정한다.
- 파울러 요원 (영어명: 'Special Agent' William Fowler)

정부기관의 요원으로 오토봇과 인간의 연결고리(인간들은 그를 통해 오토봇과 소통한다). 처음등장할때는 오토봇에게 깐깐하게 구는 인간으로 나왔지만 시간이 지날수록 이들과 친해진다. 오토봇에게 많은 도움을 준다. 잭 어머니에게 관심이 있는 것으로 보인다. 넉아웃이 그를 포획한 후 잭 어머니에게 빨리 유물을 넘기지 않으면 그를 가만두지 않을 것이라고 하는데 이때 넉아웃이 파울러 요원을 잭 어머니의 남자친구(Boy friend)라고 언급한다(다만 잭 어머니는 그 사실을 부인했다).
- 잭 어머니 (영어명: June Darby)

잭의 어머니. 간호사이다. M.E.C.H에 의해 납치된 일도 있다.
- M.E.C.H

인간조직으로 사일러스를 리더로 한 테러리스트 집단이다. 나중에 브레이크다운의 몸으로 살아난 사일러스에게 모두 몰살당한다.
- 사일러스 (영어명: Silas)

사일러스는 본명이 아니라 가명이다. 본명은 릴런드 비숍(Leland Bishop)이다. M.E.C.H의 지도자. '네메시스 프라임'을 만들었다. 메가트론의 부하가 되고자 했으나 메가트론은 그를 넉아웃에게 '분석'하라는 명령을 내린다. 디셉티콘들에게 산 채로 실험당하면서 고통스러워 하다가 이후 '암흑 에너존'투여로 인해 좀비화가 되었으며 에어라크니드에 의해 겨우 멈춰질 수 있었다. 이때 사일러스는 에어라크니드에게 고맙다는 말을 남기고 최후를 맞는다.
- 시에라 (Sierra)

잭이 좋아하는 소녀. 언젠가부터 출현하지 않는다.
- 빈스 (Vince)

잭의 라이벌격인 소년.
- 브라이스 장군 ('General' Bryce)

파울러 요원의 상관이며 시즌 2 9화에서 파울러 요원에게 심문을 해서 오토봇들에 대해 알게 되었다.

## 기타
- 유니크론 (Unicron)

'파괴의 신'. 모든 트랜스포머 세계관과 작품에서 동일 인물로 등장한다. 트랜스포머 프라임 세계관인 얼라인드 세계관에서, 그는 지구의 핵을 이루고 있다. 시즌 1에서 옵티머스 프라임에 매트릭스 오브 리더쉽의해 정지 된다.
- 프레데킹 (Predaking)

쇼크웨이브에 의해 창조된 '프레데콘'의 우두머리이며 드래곤 형태의 커다란 트랜스포머이다. 메가트론과 쇼크웨이브에게 맹목적으로 충성하며 메가트론이 프레데킹의 관리를 스타스크림에게 명령하는데 프레데킹은  스타스크림의 말을 잘 듣지 않는다. 프레데킹도 트랜스폼(Transform)을 할 수 있는데 이걸보고 스타스크림은 기겁한다. 시즌3 12화에서 납치된 라쳇에 의해 설득당하고 메가트론을 공격한다. 사실상 그가 우세한 싸움이었으나 스타스크림의 공격으로 큰 피해를 입어 잠시 흔들렸고 메가트론은 이 기회를 놓치지 않았다. 결국 메가트론이 그를 공격한 다음 전함의 문을 열어서 엄청난 기압차에 의해 전함밖으로 빨려나간다. 이후 프레데콘 라이징에 등장할 예정이다.